# Kees Kooper
Cornelis Koper, veramerikaanst tot Kees Kooper (Amsterdam, 13 mei 1923 – New York, 2 april 2014) was een Nederlands violist, die grotendeels in de Verenigde Staten werkzaam was.
Hij was enigszins een laatbloeier, want hij begon pas op zeventienjarige leeftijd voor het eerst serieus les te nemen en wel bij Oskar Back, mentor van een hele violistengeneratie. Lessen vonden plaats aan het Haags en Amsterdams conservatorium. Er volgde nog een studie bij René Benedetti in Parijs en met een studiebeurs aan de Northwestern-universiteit in Evanston (Illinois) (Master of Music). Vanaf 1951 woonde hij eigenlijk in de Verenigde Staten.
Van 1947 tot 1950 was hij violist bij het Concertgebouworkest, Daarvoor had hij vermoedelijk al in de Haarlemsche Orkest Vereeniging van Marinus Adam gespeeld; hij soleerde aldaar nog in 1950. 
Al bij één van zijn eerste kleinere optredens als solist in 1949 werd hij, begeleid door Luctor Ponse, al gesignaleerd met "glaszuiver spel, zelfvertrouwen, goede toonvorming en vanzelfsprekende muzikaliteit".  Dit werd herhaald bij een recital een paar manden later in dezelfde Bachzaal, nu met Marjo Tal.     
In 1951, dus voor zijn Amerikaanse studie, won hij een twaalfde prijs in de Koningin Elisabethwedstrijd, Theo Olof werd vierde; Leonid Kogan won.
Hij ontwikkelde zich verder tot soloviolist, die de gehele wereld over trok. Zijn devuut in Carnegie Hall vond plaats in oktober 1956. 
Hij bevond zich toen al in de Verenigde Staten alwaar hij in Nashville (Tennessee) artist-in-residence was bij het Peabody College; zijn vrouw was er hoofd piano.  Hij was er ook enige tijd concertmeester van het Nashville Symphony Orchestra en had lesgegeven aan het Cedar Falls College in Iowa. .
Hij werd niet alleen bekend vanwege zijn solowerk, maar ook via de optredens met zijn echtgenote Mary Louise Boehm (in 1978 25 jaar getrouwd), die naast pianiste ook kunstschilder en batikkunstenaar was. Zij hadden elkaar ontmoet toen Boehm in Parijs inviel voor zijn vaste begeleider.
In de jaren 1976 tot 1988 was hij concertmeester bij het Nederlands Philharmonisch Orkest. In later tijden was hij meer dat tien jaar violist bij de Metropolitan Opera in New York. Kooper gaf jarenlang les aan de universiteiten en New School for Social Research in New York.  
Van hem is een aantal plaatopnamen bekend.